# Marcílio Dias (navio)
Marcílio Dias (anteriormente Mazepa) foi um navio transporte de guerra que serviu a Armada Imperial Brasileira a partir de 1865, quando foi adquirido da Inglaterra. Recebeu este nome em homenagem ao marinheiro Marcílio Dias, herói caído da Batalha Naval do Riachuelo. O primeiro comandante foi o tenente José Maximilano de Melo e Alvim. Participou de eventos da Guerra do Paraguai, como as Batalhas de Itapiru e Curuzu, atuando como transporte de tropas. Foi o navio que transportou, para o Rio de Janeiro em 15 de setembro de 1869, os dois únicos oficiais sobreviventes do aprisionamento do vapor Marquês de Olinda, ocorrido em 12 de novembro de 1864, João Coelho de Almeida e Clião Pereira Arouca.